# Brahman
Brahman, néha tévesen átírva Brahma (szanszkrit: ब्रह्मन्; tagolva: ब्र bra (ब ba + र ra) ह्म hma (ह ha + म ma) न् n (न na + ्; jelentése: növekedés, kiterjedés)

a hinduizmusban a világegyetem létezésének ősoka, múltja, jelene és jövője. Személytelen és téren és időn kívüli Legfelsőbb Létező.
A Brahman örök, nem született (önteremtő), minőségtelen, kezdet és vég nélküli sajátosságokkal rendelkezik. Önteremtettsége folytán nem születik és nem is pusztul el soha. 
Minden élő lényben működő és működtető életenergiaként van jelen, tehát nem válik személyessé, azaz  hiperabszolút Istent jelent - noha a Brahman minden felett áll, így a körülírására alkalmazott szavak, mint "Isten", "Létező" és hasonlók nem elégségesek a meghatározására. Magában foglalja mindennek az okát és okozatát, maga a lét, mindennek oka és forrása, és egyben az a cél, amely felé minden halad.
Az indiai gondolkodás a Brahmant negatívan körülírt attribútumokkal látja el, hiszen szavakkal nem kifejezhető belső tartalmát jelen fejlettségi állapotunkban nem vagyunk képesek megfogalmazni, ezért csak azt foglalhatjuk össze, mi nem a Brahman. Így használjuk a felfoghatatlan, elérhetetlen, oszthatatlan, haláltalan, örök jelzőket. Ez érvényes az Átman-ra is, a Brahman egyéniesült részére, amely bennünk munkálkodik ugyan, mozgat minket, de lényegét még nem ismertük fel.
A szó legkorábban a Védákban, mindenekelőtt az Atharva-védában fordul elő, ahol a mágikus formulák mögött rejlő titokzatos erőt jelenti. Azt a szent igét is jelöli, amely által a dévák naggyá lesznek, s így a rituális erőt is és vele együtt azokat, akik a birtokában vannak (bráhmanák).
Brahman a Védák egyik kulcsfogalma. 
A korai Upanisadok középpontjában a Brahman és az átman állt, a természetben és az emberben immanensen benne rejlő örök szellem.
Mivel a Brahmanban minden benne foglaltatik, így emberi értelemmel, meghatározásokkal nem írható le, meg nem közelíthető (avánmanasz agócsaram). 
Az átman (az én, a lélek) a Brahmannal azonos, abból származik, minősége csak a Brahmanban érthető meg, de már személyesült, "én"-né válik.
Az Upanisadok kinyilatkoztatják, hogy Brahman látható és láthatatlan formában egyaránt létezik, s az élet és a világ végső igazsága egyedül Brahman. Ő mindennek a lelke. Az egész világ az Ő életadó erejéből táplálkozik. Nem különálló lény, hanem egy oszthatatlan legfőbb Egyetlen, nem egy elkülönült egyéniség, hanem a végtelen teljesség.
A Svétésvatara Upanisadban (Kr. e. 300) találjuk meg a személyes Isten koncepcióját. Ebben azt olvashatjuk, hogy a legfelsőbb Brahmanban egy hármasság található. E hármasság egyrészt a romlandó világból áll (prádhana), majd a lelkekből (dzsívátman), és végül ott van "Hara", az Úr. Amikor az ember megleli ezt a hármasságot, az a Brahman. Az Upanisadok kedvelt témája, hogy aki megismeri Brahmant, az a legmagasabbat éri el.
A hindu szent iratok alapján csak egy létezik itt, ott és mindenhol. Ez az Egy nem más, mint Brahman. Az Upanisadokban ezt a kifejezést használják a Valóságra vagy a tiszta tudatosságra. A Brahman valóságos - írják az Upanisadok - míg a világ átmenetileg létező tárgyai nem valóságosak. A Brahmanon kívül minden más illúzió (májá). Brahman az élet és a létezés forrása. Az élet célja, hogy ráébredjünk erre az igazságra.
A nyugati nézőpontok sok tévedése ellenére a hinduizmus - a Brahman- és Ísvara-tannal - Földünk legrégebbi, ismert monoteista vallása. Az advaita védántában Brahman maga Ísvara.
Vaisnava-magyarázók egy frappáns analógiával tették érthetővé az Isten-felismerés három szintjét. A példázatban három egyszerű falusi ember álldogál a vasútállomáson és izgatottan várja, hogy befusson a vonat. Még egyikük sem látott soha vonatot, és most meg akarják nézni, hogy milyen. Egyszer csak az egyik meglát egy hatalmas szerkezetet, amely jelzőfényét előrevetítve közeledik a távolból. - Mi ez? - kérdezi a kísérőjétől. - Ez a vonat - feleli a kísérő. Az ember megköszöni a választ és elégedetten távozik, azt gondolva, hogy akkor ő már látta is a vonatot. 

Amikor a szerelvény bepöfög az állomásra, a második ember így kiált fel: - Nahát, itt a vonat! - Ő már nemcsak a jelzőfényt látta, hanem a mögüle előtűnő kocsikat is. Megnyugodva, hogy már mindent látott a vonatból, maga is távozik. 

A harmadik ember azonban még nem megy el, hanem türelmesen várakozik. Amikor a vonat valamennyi kocsija beérkezik az állomásra, megpillantja a kalauzt és látja azt is, hogy a kocsikban utasok ülnek. 

A három falusi visszaballag a falujába és mindenkinek elújságolja, mit látott. Noha kétség nem fér hozzá, hogy mindhárman ugyanazt a vonatot látták, a leírás, amit adnak, eltér egymástól: mindhárman más felismerésre tettek szert. A harmadik ember nyilvánvalóan teljesebb élménnyel tért haza, mint a társai, és erről őket is meg tudta győzni, ugyanis tökéletesen leírta nekik, amit ők láttak - sőt még annál többet is. 

Ha tovább bontjuk az analógiát, megállapíthatjuk, hogy az erős jelzőfény az Úr személytelen ragyogását jelképezi (Brahman). A konkrétabb valóságot elfedő jelzőfény az isteni szubsztancia gondolatát szimbolizálja, amely mögött a minden létezőt átható személyiség - Paramátmá (Felsőlélek) - áll. A harmadik ember által látott kép Isten felismerésének legteljesebb szintje (Ísvara, Bhagaván, Hara), amikor a lélek találkozik az Istenség Legfelsőbb Személyiségével és személyes kapcsolatot alakít ki vele.
A szádhakák (spirituális útkeresők) szerint a májá az az erő, mely által Isten ezt a világot megteremti, a színjáték (lílá, szanszkrit: लीला, IAST: līlā) kedvéért. Így a májá Istentől ered, mint ahogy a fény is a Naptól ered. Ahogy a Napot is a saját fényes sugarai burkolják be, ugyanúgy Brahmant is a májá, saját teremtő energiája rejti el.
A semlegesnemű Brahman szó hímnemű alakja: Brahma (ब्रह्मा), a hinduizmus Teremtő istene és a Trimúrti (a hindu isteni szentháromság) egyike.

## Fordítás
Ez a szócikk részben vagy egészben  a   Brahman című angol Wikipédia-szócikk fordításán alapul.  Az eredeti cikk szerkesztőit annak laptörténete sorolja fel. Ez a jelzés csupán a megfogalmazás eredetét és a szerzői jogokat jelzi, nem szolgál a cikkben szereplő információk forrásmegjelöléseként.